# Czarnowo (województwo podlaskie)
Czarnowo – wieś w Polsce położona w województwie podlaskim, w powiecie grajewskim, w gminie Szczuczyn.
Prywatna wieś szlachecka położona była w drugiej połowie XVI wieku w powiecie wąsoskim ziemi wiskiej województwa mazowieckiego. W latach 1975–1998 miejscowość administracyjnie należała do województwa łomżyńskiego.
W okresie międzywojennym w miejscowości stacjonowała placówka Straży Celnej „Czarnowo” a następnie placówka Straży Granicznej I linii „Czarnowo”.
Wierni kościoła rzymskokatolickiego należą do parafii św. Stanisława Biskupa i Męczennika w Niedźwiadnej.